# بلدية موتيمبوزي
موتيمبوزي هي إحدى بلديات مقاطعة بوجومبورا الريفية في بوروندي.